# A escondidas (canción)
A escondidas es una canción escrita por Aníbal Pastor, producida por Enrique Elizondo e interpretada por la cantante mexicana-estadounidense Marisela, que esta incluida en su primer álbum debut de estudio titulado Porque tengo ganas (1987).

## Antecedentes
La canción se posicionó en el primer lugar de popularidad por 20 semanas consecutivas en varias listas musicales tanto de México como en Estados Unidos, además el álbum gana disco de oro, platino y diamante, tras vender 8 millones de copias, solo detrás del exito del mismo album "Tu dama de hierro" que obtuvo más de 30 semanas[cita requerida].
La letra narra y presenta incapaz de renunciar a su amor, lo que refleja una mezcla de valentía y vulnerabilidad. La canción, por lo tanto, no solo habla de amor

## Lista de canciones

### CD - Single[4]
| Tu dama de hierro — Single |                     |          |  |
| N.º                        | Título              | Duración |  |
| 1.                         | «Tu dama de hierro» | 3:20     |  |
| 2.                         | «A esconidas»       | 3:32     |  |

## Posicionamiento en listas
| Listas (1987)              | Posición |
| -------------------------- | -------- |
| México (Notitas Musicales) | 17       |